# Novodereviànkovskaia
Novodereviànkovskaia - Новодеревянковская (rus) - és una stanitsa del krai de Krasnodar, a Rússia. Es troba a la vora del riu Albaixí, a 26 km al nord-oest de Kanevskaia i a 143 km al nord de Krasnodar.
Pertanyen a aquesta stanitsa els khútors d'Albaixí, Volni, Léninski, Priiutni i Razdolni.

## Khútors
- Albaixí - Албаши (rus). Es troba a la vora esquerra del líman d'Albaixí, a 33 km al nord-oest de Kanevskaia i a 138 km al nord de Krasnodar. Pertany a l'stanitsa de Novodereviànkovskaia.
- Priiutni - Приютный (rus). Es troba a la vora dreta del liman Sladki del riu Beissug, a 23 km al nord-oest de Kanevskaia i a 130 km al nord de Krasnodar.
- Léninski - Ленинский (rus). Es troba a la vora dreta del líman Sladki del Beissug, a 23 km al nord-oest de Kanevskaia i a 130 km al nord de Krasnodar.
- Razdolni - Раздольный (rus). Es troba a la vora dreta del liman Sladki del riu Beissug, a 36 km al nord-oest de Kanevskaia i a 142 km al nord de Krasnodar.
- Volni - Вольный (rus). Es troba a la vora dreta del líman Sladki del riu Beissug, a 22 km al nord-oest de Kanevskaia i a 131 km al nord de Krasnodar.

## Història
La localitat fou fundada per colons de les gubèrnies de Poltava i Txernígov de la Petita Rússia de l'Imperi Rus, que hi anaren a colonitzar el curs inferior de l'Albaixí. Fou denominat kuren (assentament cosac) per diferenciar-lo de Starodereviànkovskaia.
El 7 de juny del 1827 va passar a ser una stanitsa. A finals del segle xix tenia ja 6.449 habitants.
Fins al 1920 va formar part de l'otdel de Ieisk de la província de Kuban. El 1932-1933 fou inclosa dins les llistes negres de sabotatge en el marc de la col·lectivització de la terra a la Unió Soviètica.